# 8813 Leviathan
8813 Leviathan eller 1983 WF1 är en asteroid i huvudbältet som upptäcktes den 29 november 1983 av den amerikanske astronomen Edward L.G. Bowell vid Anderson Mesa Station. Den är uppkallad efter ett teleskop vid Birr Castle.
Asteroiden har en diameter på ungefär 16 kilometer.